# نادي وادي دجلة
نادي وادي دجلة لكرة القدم يقع بمنطقة زهراء المعادي في القاهرة، في مصر، ويوفر النادي لأعضاءه العديد من الرياضات مثل: كرة القدم والتنس والإسكواش والسباحة. يعمل النادي حاليًا على إنشاء مقر ومجتمع سكني تابع له بالعين السخنة. 

## تاريخ النادي
يعد نادي وادي دجلة لكرة القدم إحدى شركات مجموعة وادي دجلة للاستثمار وهو يعد أول نادي خاص لكرة القدم بمصر، ومن الاهداف الرئيسية هو الوصول إلى احراز أفضل الألقاب والأرباح خارج وداخل الملعب.

## إحصاءات وسجلات

### سجل مشاركات الفريق محليًا
| 1     | 2      | ↑   | ↓   |
| البطل | الوصيف | صعد | هبط |

| سجل مشاركة الفريق محليًا منذ 2008 | سجل مشاركة الفريق محليًا منذ 2008 | سجل مشاركة الفريق محليًا منذ 2008 | سجل مشاركة الفريق محليًا منذ 2008 | سجل مشاركة الفريق محليًا منذ 2008 | سجل مشاركة الفريق محليًا منذ 2008 | سجل مشاركة الفريق محليًا منذ 2008 |
| موسم                             | الدوري                           | الدوري                           | كأس مصر                          | هداف الفريق في الدوري            | هداف الفريق في الدوري            | هداف الفريق في الدوري            |
| موسم                             | القسم                            | المركز                           | كأس مصر                          | اللاعب                           | عدد الأهداف                      | مصدر                             |
| -------------------------------- | -------------------------------- | -------------------------------- | -------------------------------- | -------------------------------- | -------------------------------- | -------------------------------- |
| 2008–2009                        | الدرجة الثالثة                   | ↑                                | التمهيدي الأول                   |                                  |                                  |                                  |
| 2009–2010                        | الدرجة الثانية                   | 1 ↑                              | التمهيدي الثالث                  |                                  |                                  |                                  |
| 2010–2011                        | الممتاز                          | 12                               | دور الـ16                        | عاشور التقي                      | 8                                | [ 3 ]                            |
| 2011–2012                        | الممتاز                          | لم يستكمل                        | لم تُقم                           | عاشور التقي                      | 4                                | [ 4 ]                            |
| 2012–2013                        | الممتاز                          | لم يستكمل                        | الوصيف                           | عبد الفتاح الآغا                 | 5                                | [ 5 ]                            |
| 2013–2014                        | الممتاز                          | 12                               | نصف النهائي                      | صلاح الدين سعيد                  | 7                                | [ 6 ]                            |
| 2014–2015                        | الممتاز                          | 5                                | دور الـ16                        | ستانلي أوهاويتشي                 | 16                               | [ 7 ]                            |
| 2015–2016                        | الممتاز                          | 5                                | دور الـ16                        | ستانلي أوهاويتشي                 | 11                               | [ 8 ]                            |
| 2016–2017                        | الممتاز                          | تحديث                            | تحديث                            |                                  |                                  |                                  |

1. ↑  حل الفريق سادسًا في المجموعة الثانية، ويعتبر الفريق في المركز الثاني عشر بين جميع أندية الدوري بحسب النقاط التي حصل عليها.

### سجل مشاركات الفريق إفريقيًا
| الموسم | المسابقة                         | الدور | الدولة | الفريق      | على أرضه | خارج أرضه | إجمالي المباراتين |
| ------ | -------------------------------- | ----- | ------ | ----------- | -------- | --------- | ----------------- |
| 2014   | كأس الاتحاد الكونفدرالي الأفريقي | 1     | توغو   | دوانيس لومي | 2–0      | 1–1       | 3–1               |
| 2014   | كأس الاتحاد الكونفدرالي الأفريقي | 2     | مالي   | دجوليبا     | 2–0      | 0–2       | 2–2 (2–3 ر.ج.)    |

## تشكيلة الفريق الحالية
آخر تحديث في 28 سبتمر 2018

ملاحظة: تشير الأعلام إلى المنتخب بحسب قواعد الأهلية المعتمدة من قبل الفيفا؛ تنطبق بعض الاستثناءات المحدودة. وقد يحمل اللاعبون أكثر من جنسية لا تعترف بها الفيفا.
| الرقم | البلد | المركز | اللاعب                |
| ----- | ----- | ------ | --------------------- |
| 1     | مصر   | حارس   | محمد عبد المنصف       |
| 2     | مصر   | حارس   | خالد وليد             |
| 3     | مصر   | وسط    | رجب عمران             |
| 4     | مصر   | مدافع  | خالد رضا              |
| 4     | مصر   | مدافع  | عبد الله محمود        |
| 6     | مصر   | مدافع  | محمود مرعي عبد الفضيل |
| 7     | مصر   | وسط    | عبد الرحمن رمضان      |
| 8     | مصر   | وسط    | أحمد سعيد محمد        |
| 9     | مصر   | مهاجم  | مروان حمدي            |
| 10    | مصر   | مهاجم  | محمد هلال             |
| 13    | غانا  | مهاجم  | إيزهاكو يعقوبو        |
| 14    | مصر   | وسط    | محمد عبد العاطي       |
| 15    | مصر   | مدافع  | بسام وليد             |
| 16    | مصر   | حارس   | يوسف محرم             |
| 17    | مصر   | مدافع  | عمرو صالح             |

| الرقم | البلد   | المركز | اللاعب            |
| ----- | ------- | ------ | ----------------- |
| 19    | مصر     | وسط    | حسام عرفات        |
| 20    | مصر     | مهاجم  | أحمد حسن          |
| 21    | اليونان | وسط    | فاسيليوس بوزاس    |
| 22    | المغرب  | مهاجم  | عبد الكبير الوادي |
| 27    | تونس    | وسط    | رفيق كابو         |
| 30    | مصر     | وسط    | بيكهام            |
| 32    | مصر     | مهاجم  | محمد رضا بوبو     |
| 37    | مصر     | وسط    | عمر أحمد ميرا     |
| 38    | مصر     | وسط    | إبراهيم عايش      |
| 55    | مصر     | حارس   | حسين زكري         |
|       | مصر     | مهاجم  | اسلام علي         |
|       | مصر     | مهاجم  | أيمن عادل         |
|       | مصر     | مدافع  | عبد الرحمن يوسف   |
|       | مصر     | مدافع  | كريم الدبيس       |
|       | مصر     | وسط    | محمود فيلكس       |

## بطولات
- كأس مصر:
  - وصيف 2013

## معرض صور

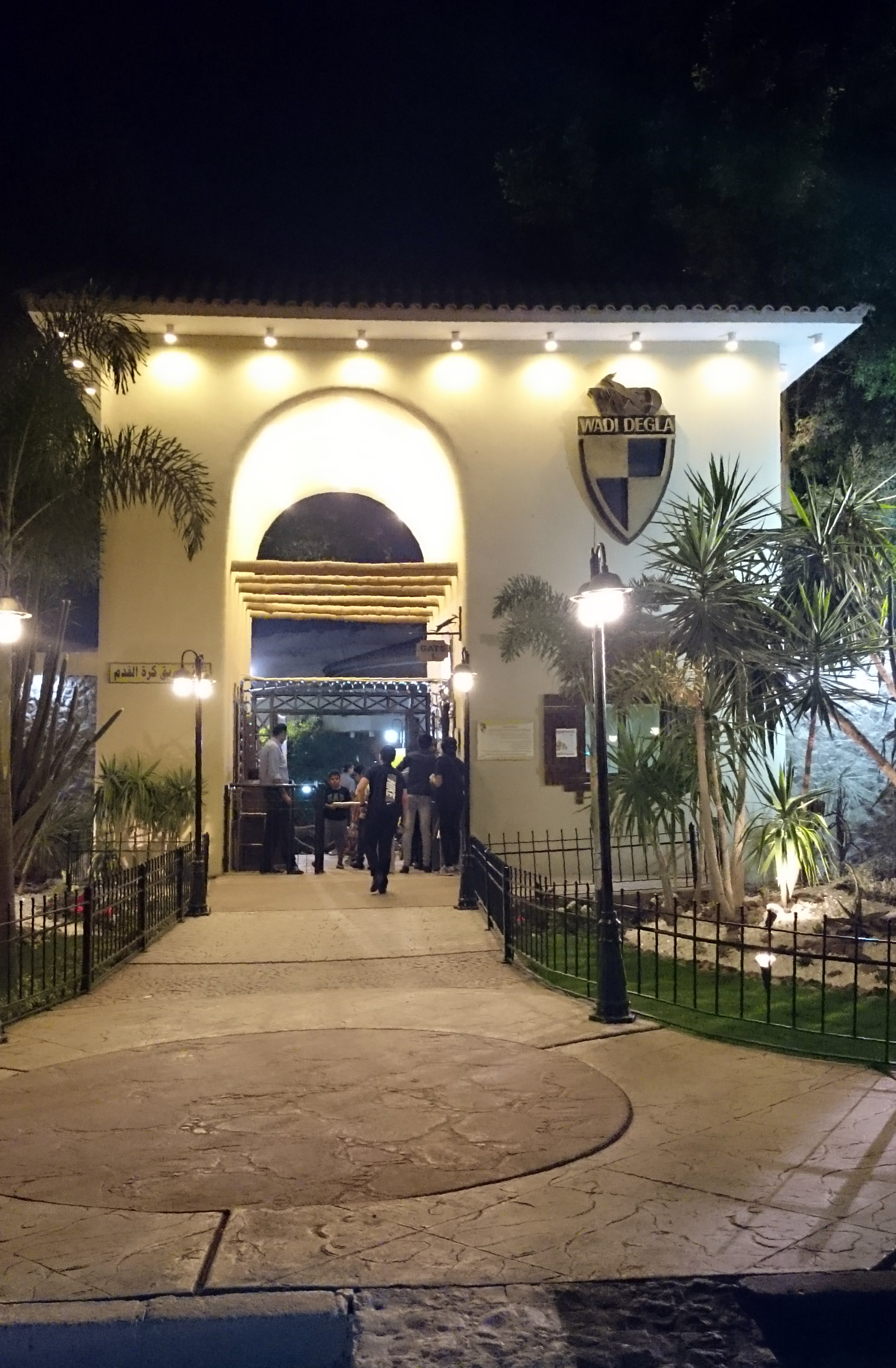
مدخل النادي
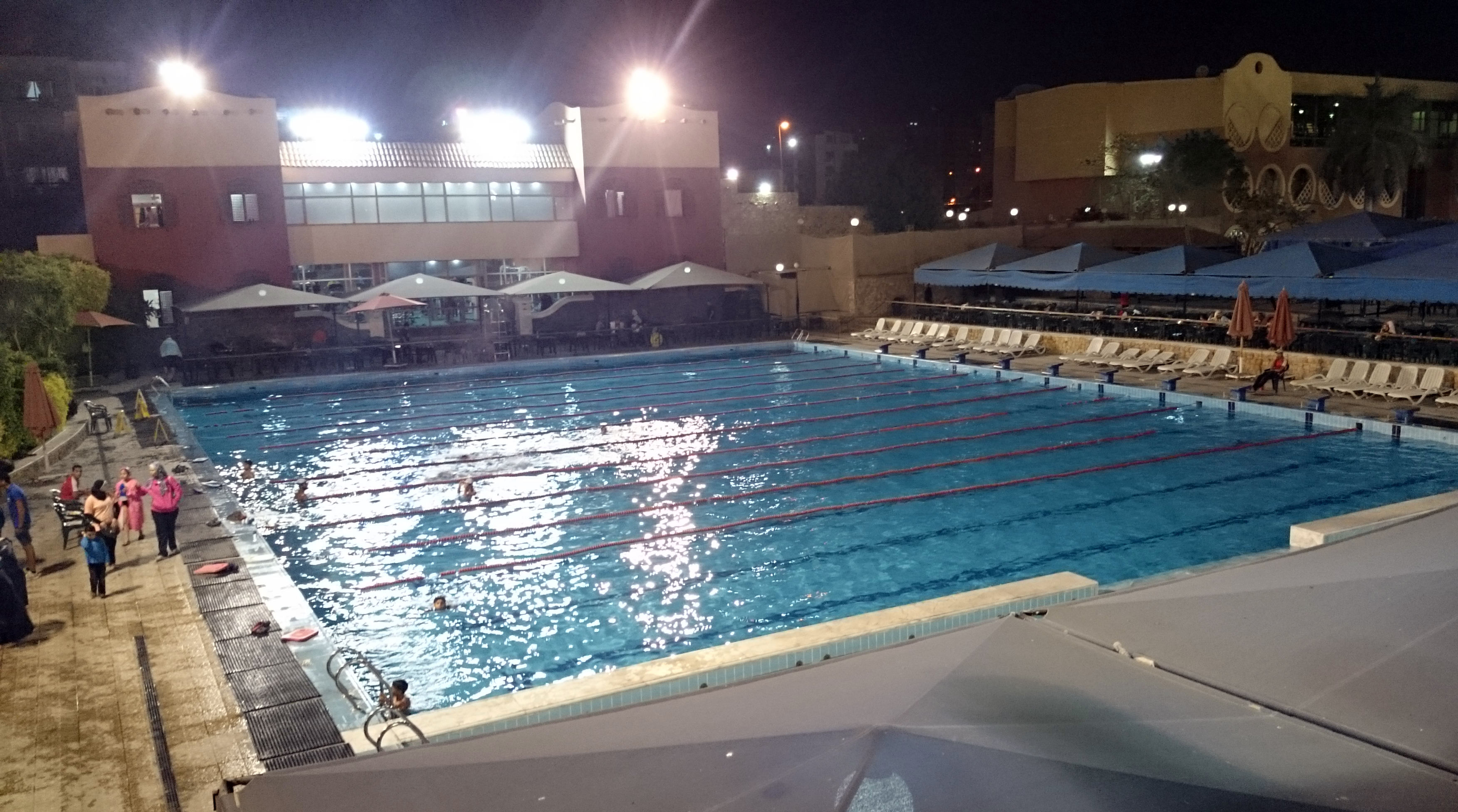
حمام السباحة بالنادي